# Chapelle de la Véronique
La chapelle de la Véronique, dite aussi simplement la Véronique est l’une des six chapelles de la commune de Bannalec, dans le département du Finistère, en France. Elle est consacrée à la Vierge Marie. L’édifice actuel remplace l'ancienne chapelle de Locmaria probablement détruite en 1597. 
Elle appartient actuellement à une personne privée, mais peut être visitée en demandant l'accès au corps de ferme voisin.

## Localisation
Située au flanc d'un vallon, à proximité d'un petit affluent de l'Aven qui la sépare du bois de Goarlot, la chapelle se trouve à environ 4 km à l'ouest du bourg de Bannalec au sud de la D765 menant à Rosporden. Elle entourée par un petit bois.

## Histoire

### L'ancienne chapelle de Locmaria
La chapelle de la Véronique remplace l'ancienne chapelle de Locmaria, probablement détruite par les Ligueurs, peu après la défaite subie dans le château de Quimerc'h en 1597. Cette chapelle se trouvait à 200 m au sud-est de l'édifice actuel.
S'il ne reste plus de traces matérielles de ce bâtiment, son souvenir est toutefois perpétué au travers des noms des parcelles cadastrales.

### La nouvelle chapelle
Cette fondation fut édifiée en 1605 et consacrée en 1610, ainsi qu'en témoigne la sablière intérieure et une pierre sculptée au-dessus du porche.
En 1605, c'est la famille Kerhoent de Kergournadec'h qui détient le fief voisin de Goarlot. Ce sont eux qui édifient la chapelle de la Véronique où l'on trouve tant au dehors qu'à l'intérieur de l'édifice plusieurs blasons à leurs armes et des demi-écus Kergournadec'h-Botigneau.

## Étymologie
Véronique serait une déformation de « ar wernig », prononcé en breton local « ar vernic », lieu planté d'aulnes. Cette supposition se fonde sur deux théories :
- des actes notariés, dont le texte d'une des premières tenues à domaine congéable accordé par le baron de Kerméno de Goarlot, seigneur de Goarlot et de Kergoat, vicomte de Coatforn, capitaine des gentilshommes de l'arrière-ban en la juridiction royale de Conq (Concarneau), Fouesnant et Rosporden, en l'Évêché de Cornouaille, à MM. Alain et Guillaume Le Toupin, le 27 mai 1673. Ce texte ainsi que d'autres contrats & baux du XVIIIe siècle mentionne avec précision la nature des cultures et l'implantation des parcelles : « ar gwern, parc verne, an vern lostaon, liors ar vern » qui indiquent des lieux plantés d'aulnes ; l'humidité de l'endroit est également attestée par les termes « parc poullou, parc poullouprybihan, parc poullou glaz ».
- La mention faite par l'abbé Le Sann, curé de Banalec entre 1880 et 1886, de la remise d'offrande par les pèlerins et pardonneurs du jour de l'Ascension en disant « d'an Itron Maria ar Vernick » : à l'intention de Notre-Dame de l'Aulnaie.

## Architecture
Réalisée en granit, elle comporte un clocher soutenu en encorbellement sur la saillie d'une corniche ornée comportant plusieurs gargouilles.
Elle possède un plan en firme de croix latine avec chevet à pans coupés. Les murs gouttereaux sont très élevés pour une chapelle de campagne.
Trois verrières dans le chœur de la chapelle portant l’inscription « 1605 » ont été partiellement détruites par la foudre en 1947.
Toutes les armoiries restantes de la chapelle, au nombre de huit, rappellent que les fondateurs font partie de la famille de Goarlot, apparentée aux familles de Rosmadec, de Kerméno, de Molac et de Kergournadec'h.
Les sablières de la voûte lambrissée portent également la date de 1605, ainsi que le nom du charpentier Le Maut Vincent, représenté par un mouton (maout signifiant mouton en breton).
Sur la façade du clocher, au chevet, au sommet d'un vitrail du chœur, on peut voir cinq cartouches sur les sablières où figurent les armes de Rosmadec, échiqueté de gueules et d'or (damier rouge et or, ces armoiries étaient à l'origine celles de la famille de Kergournadec'h (en Cléder) dont la famille Rosmadec est un rameau qui absorba la famille de Goarlot), rouge et blanchâtre (les couleurs or et argent ont disparu), échiqueté d'argent et d'azur (Kerméno de Gouarlot et de Coatforn), de sable à l'aigle à deux têtes aux ailes éployées d'argent - un aigle sur fond noir - (Rosmadec de Molac, cette famille ayant aussi pour armes neufs macles d'argent sur fond rouge), pallé d'azur et d'argent (Rosmadec). On peut voir également plusieurs écus divisés en deux parties, comprenant à gauche un échiqueté et à droite un demi aigle.
La sacristie a été ajoutée au sud du chevet en 1662.

## Galerie

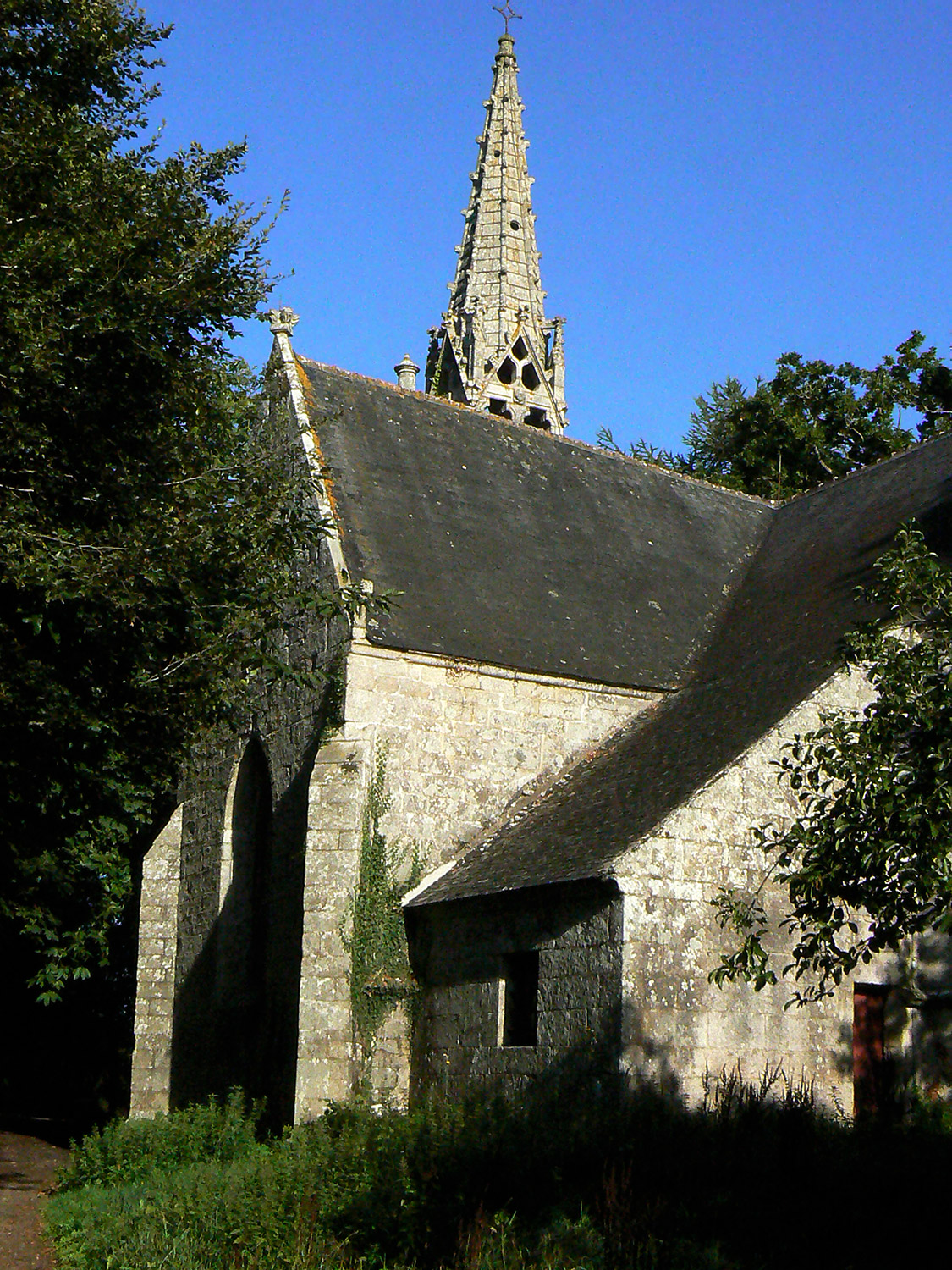
L'extérieur de la chapelle
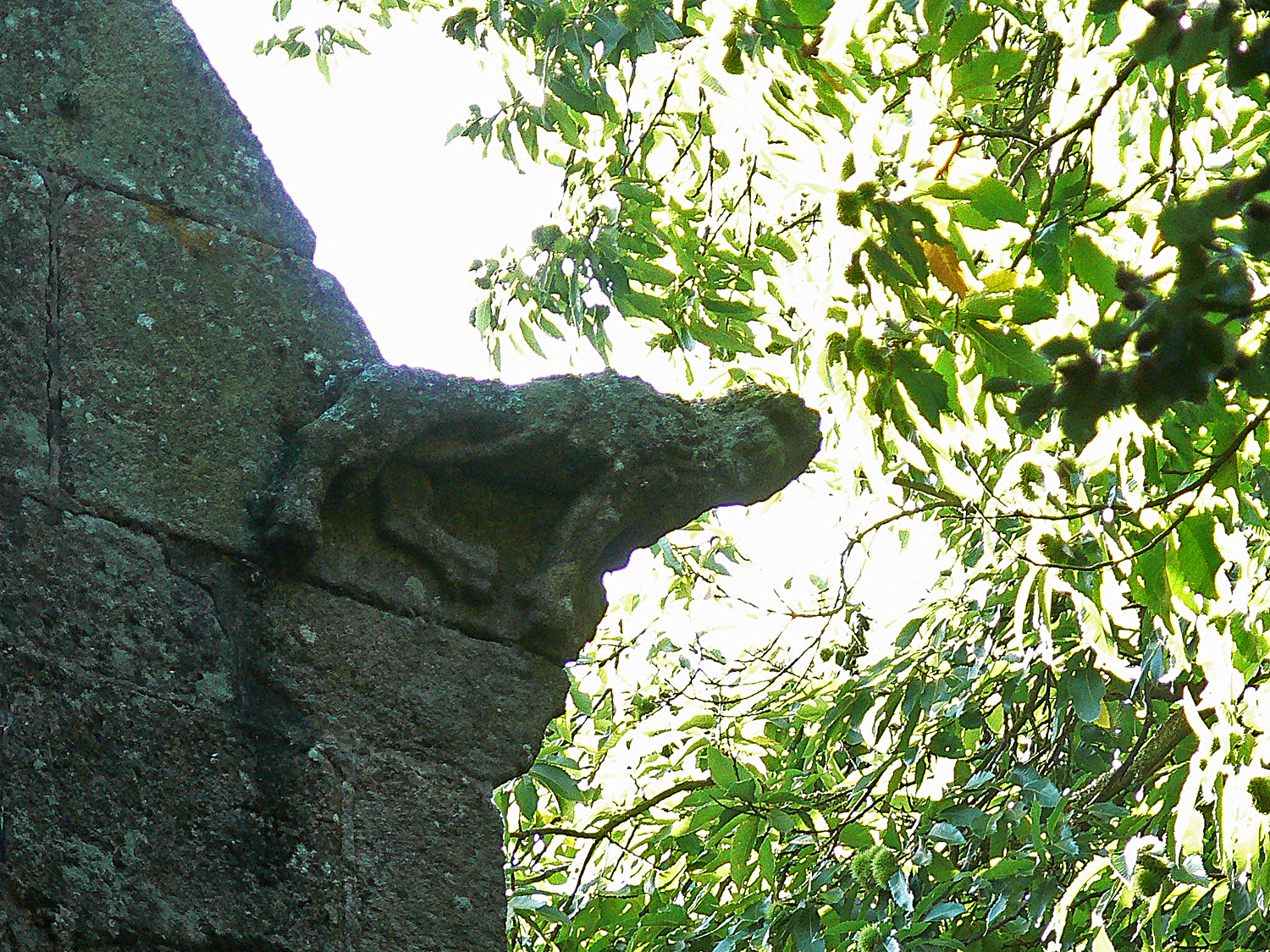
Une acrotère
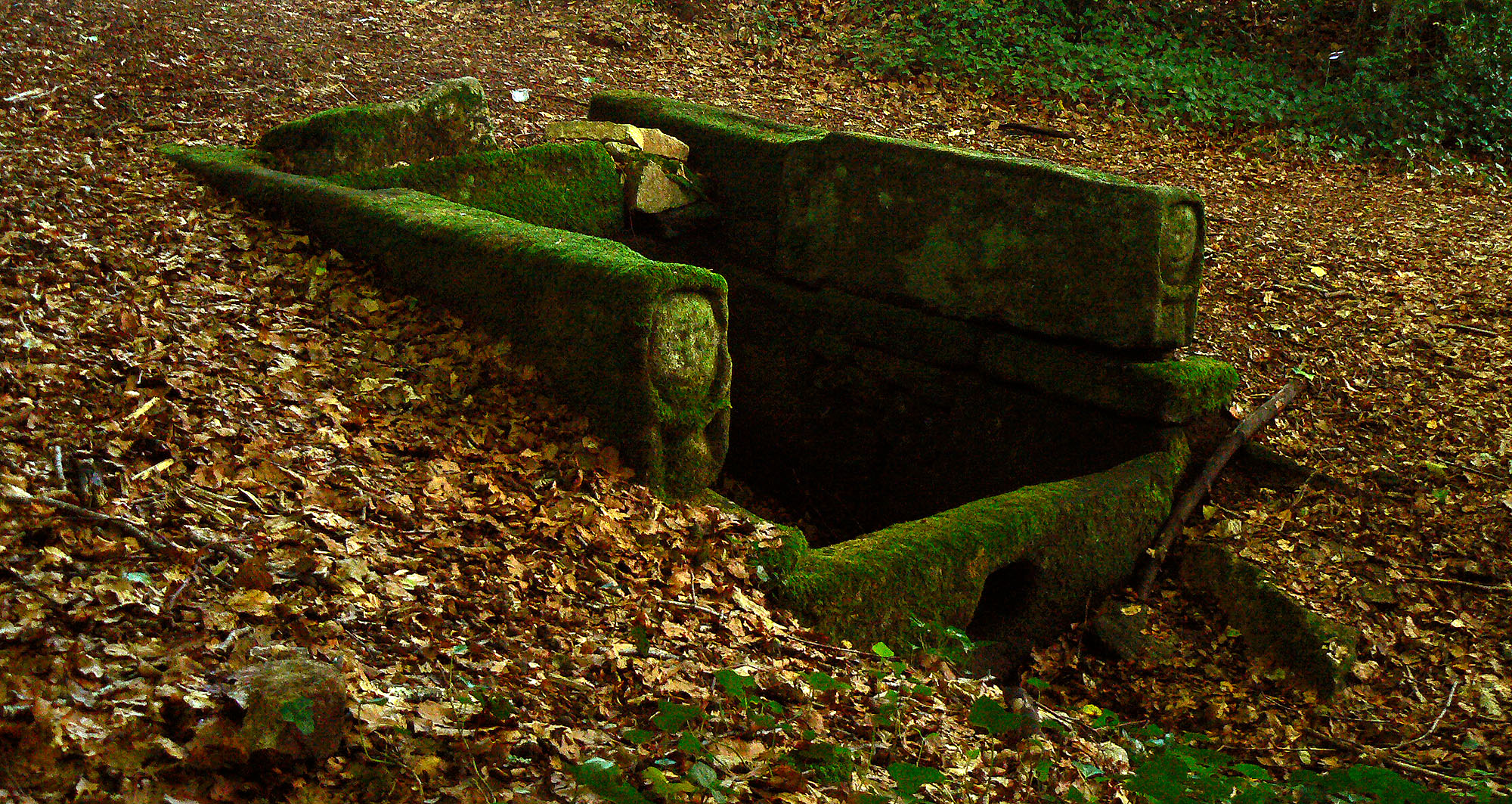
La fontaine
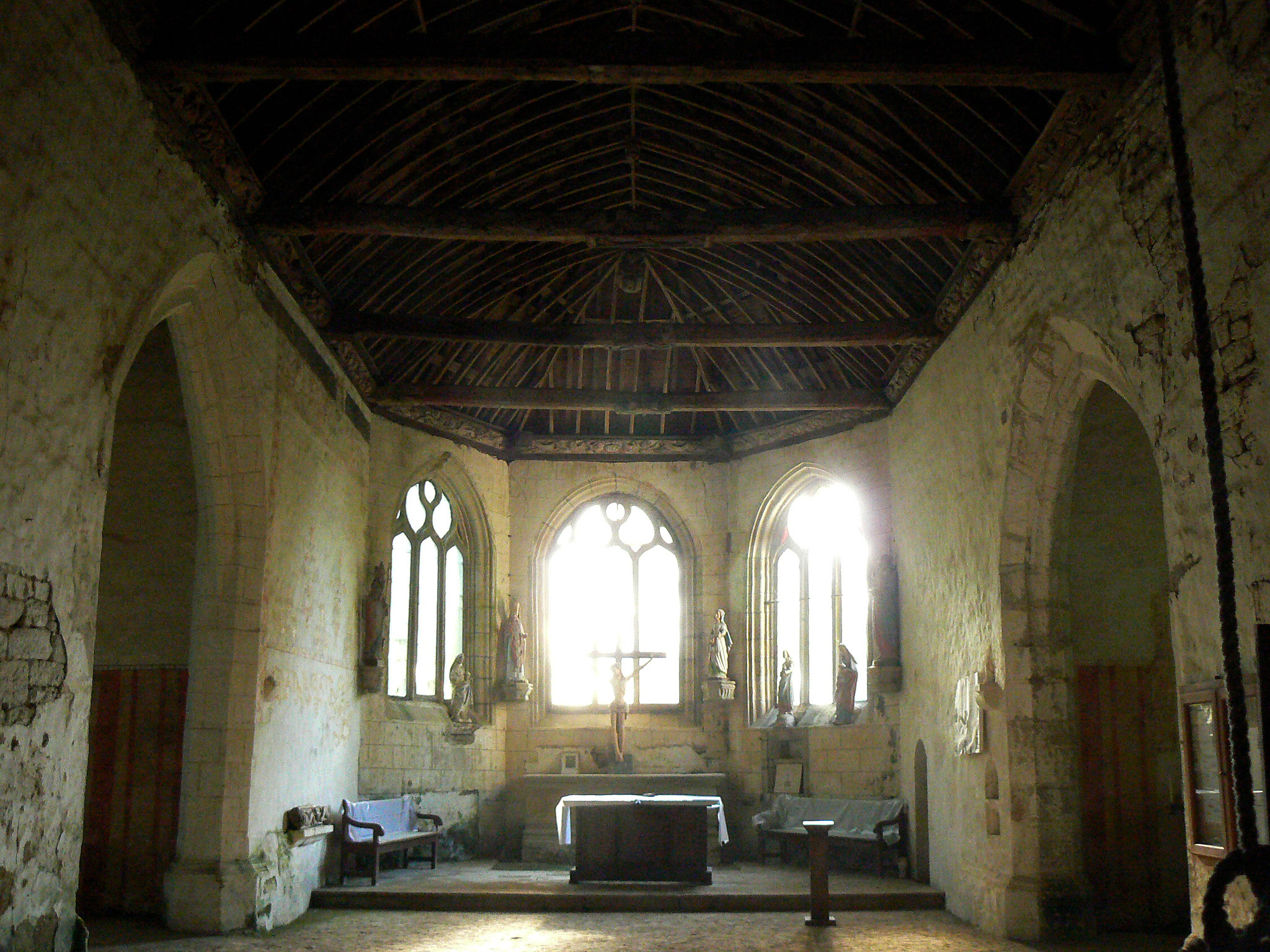
Le chœur de la chapelle
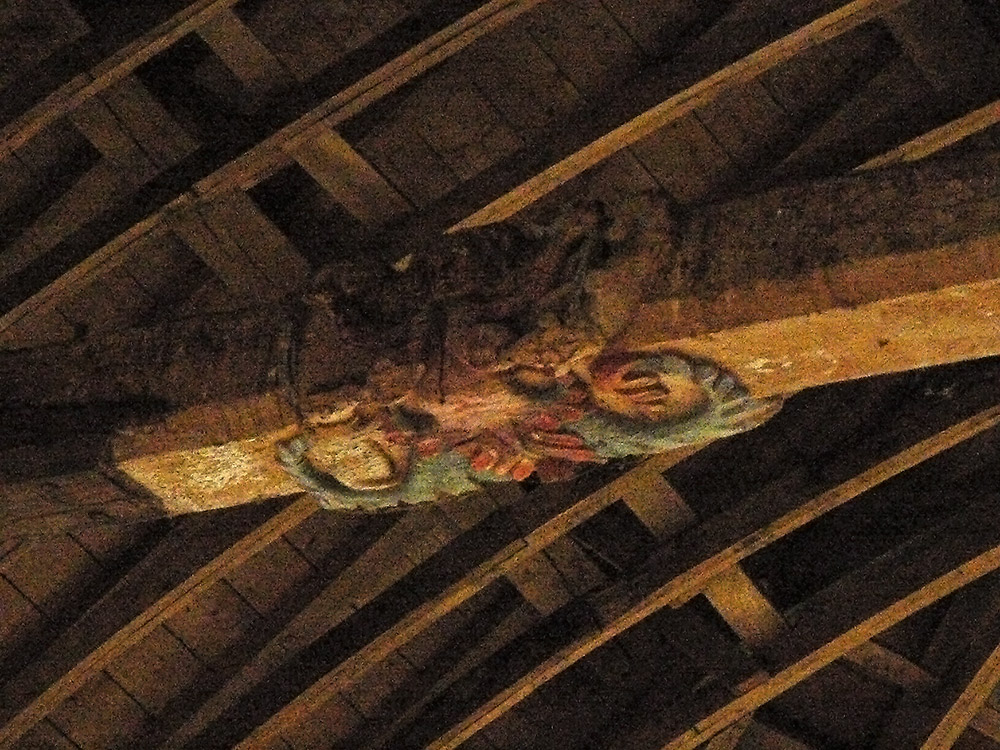
Détail de la voûte lambrissée
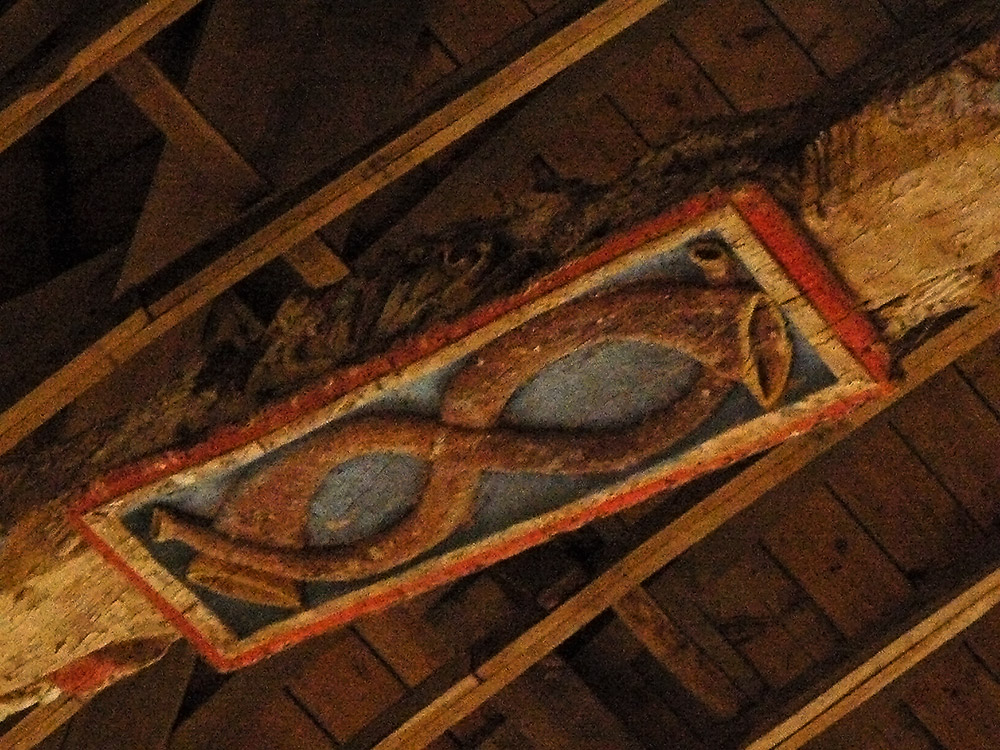
Détail de la voûte lambrissée
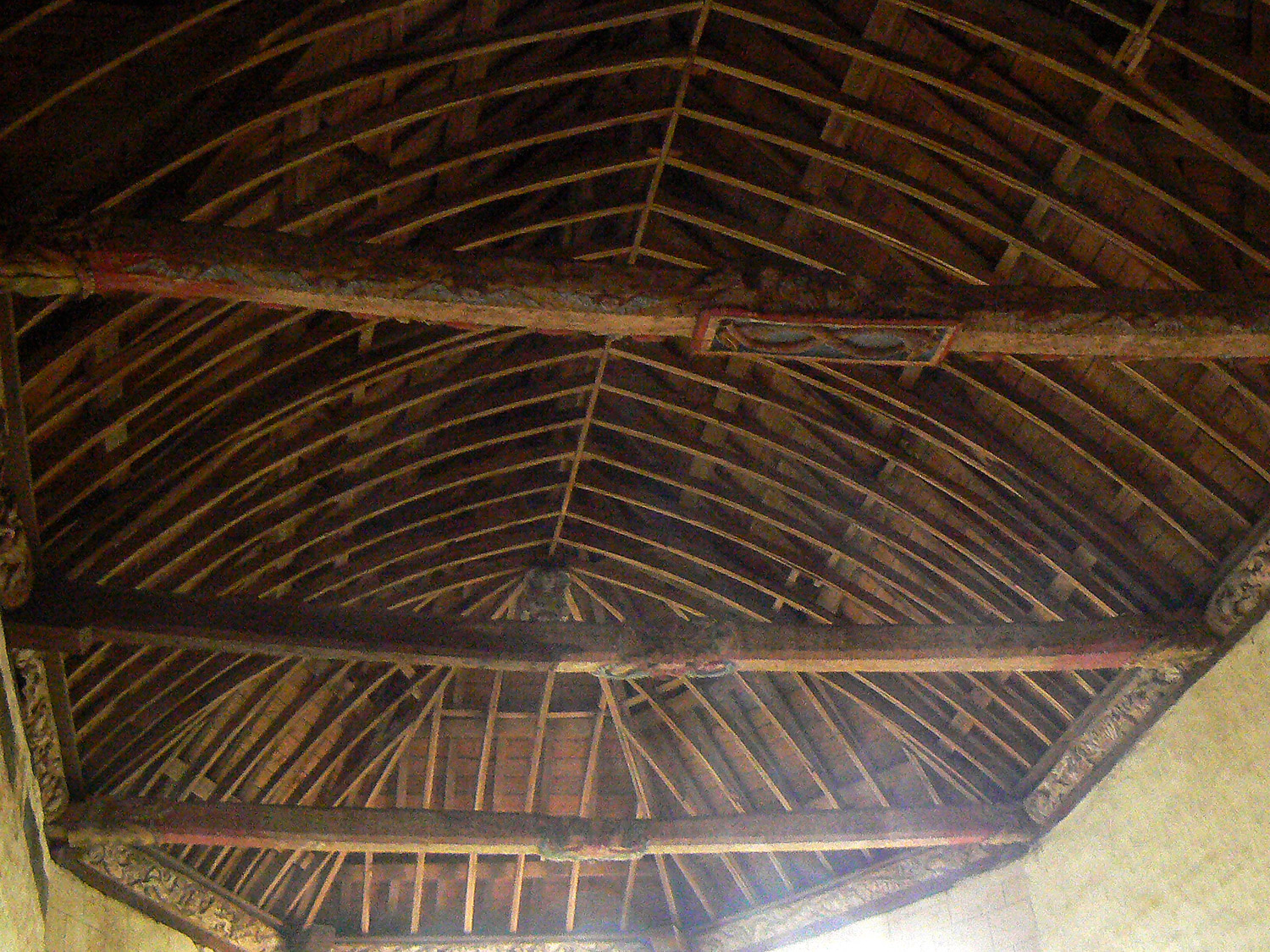
Voûte lambrissée
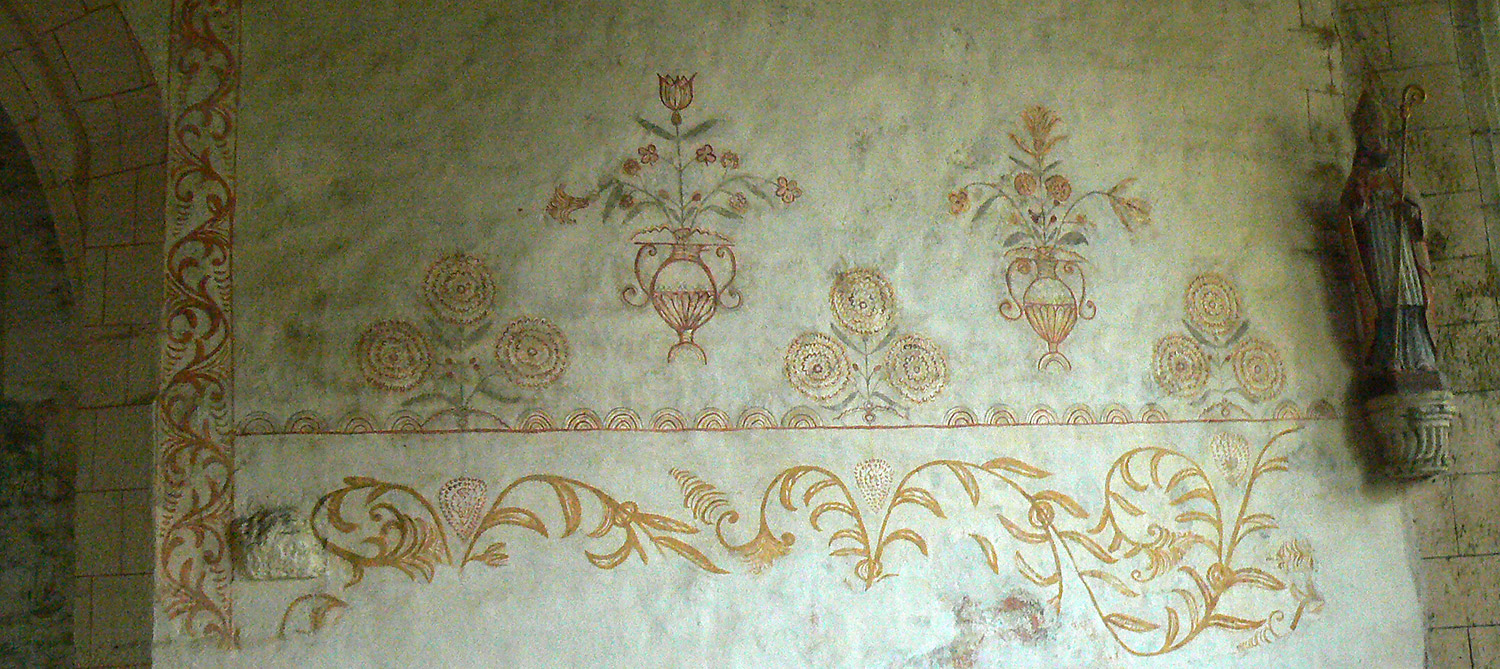
Fresque murale